# Pandanus basalticola
Pandanus basalticola är en enhjärtbladig växtart som beskrevs av Harold St.John. Pandanus basalticola ingår i släktet Pandanus och familjen Pandanaceae. Inga underarter finns listade.